# Glenavy (Nouvelle-Zélande)
Glenavy est une localité de la région de Canterbury, située dans l’Île du Sud de la Nouvelle-Zélande.

## Situation
Elle est localisée dans l’extrême sud de la région de Canterbury dans la plaine formée par le cône de déjection du fleuve Waitaki, à trois kilomètres de l’exutoire du fleuve dans l’Océan Pacifique.

## Nom
Glenavy est dénommé d’après la ville de Glenavy, en Irlande du Nord, le lieu de naissance du Premier ministre de Nouvelle-Zélande, John Ballance.